# Copidosomyia cinctiventris
Copidosomyia cinctiventris är en stekelart som beskrevs av Girault 1915. Copidosomyia cinctiventris ingår i släktet Copidosomyia och familjen sköldlussteklar. Inga underarter finns listade i Catalogue of Life.